# Edward Young (Meuterer)
Edward „Ned“ Young († Dezember 1800 auf Pitcairn) war ein britischer Seeoffizier auf dem Handelsschiff Bounty, der nach seiner Beteiligung an der auf ihr begangenen Meuterei zu einem der ersten Siedler auf der Insel Pitcairn und ein Stammvater ihrer Bewohner wurde.

## Leben

### Auf der Bounty

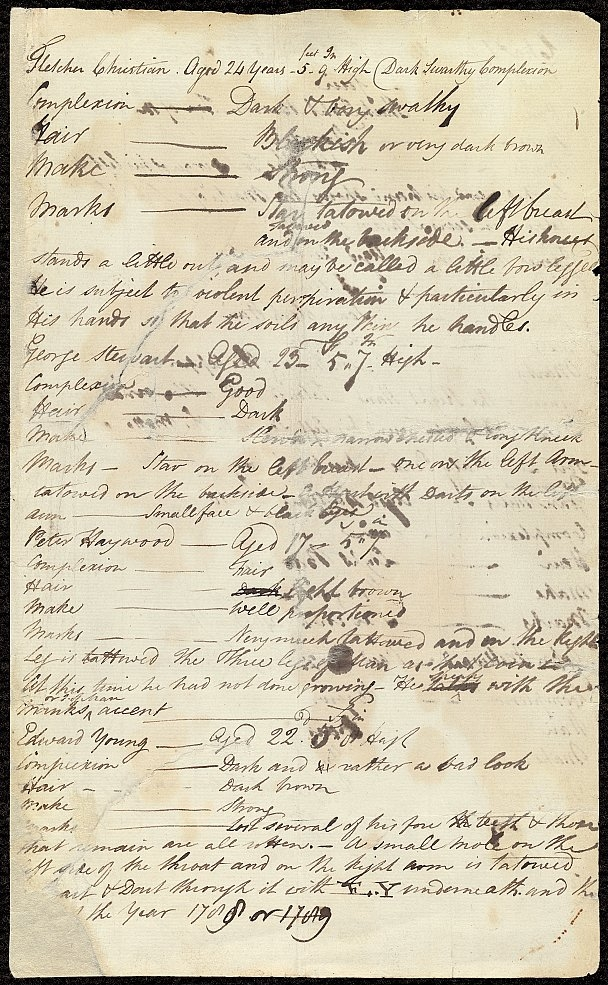
Eine Seite aus Blighs persönlichem Notizbuch mit seiner Beschreibung von Fletcher Christian, George Stewart, Peter Heywood und Edward Young. National Library of Australia.

Young schrieb sich am 23. Oktober 1787 in Gravesend im Alter von 21 Jahren und von St. Kitts stammend in die Musterungsrolle der Bounty unter Lt. William Bligh ein. Er heuerte als Vollmatrose (Able Seaman) an, doch lag für ihn ein Empfehlungsschreiben des Kapitäns (später Admiral) Sir George Young (1732–1810) vor, Kommandant der königlichen Yacht Katherine, der vermutlich ein Verwandter war. Bligh entschied daher Young als Fähnrich (Midshipman) mitfahren zu lassen, womit diesem der Karriereweg eines Seeoffiziers eröffnet wurde. Die Mission der Bounty, die Brotfrucht von Tahiti nach Jamaika zu transportieren, begann am 23. Dezember 1787.
Während der Fahrt nach Tahiti und des fünfmonatigen Aufenthalts dort ist Young in keiner nennenswerten Weise aufgefallen. Am Vortag der Meuterei am 27. April 1789 soll er ein Ziel von Blighs Wut über verschwundene Kokosnüsse geworden sein, wobei ihm ein Diebstahl unterstellt wurde. Angeblich habe der Kommandant mehrfach geäußert, Young auf Jamaika zurück und nicht mit nach England heimkehren zulassen. Diese von Steuermann John Fryer getätigten Beobachtungen wurden während der späteren gerichtlichen Untersuchung nicht zur Sprache gebracht. Der Beobachtung von James Morrison nach galt die Wut und der Verdacht Blighs dem Steuermannsmaat Fletcher Christian.
Young gehörte der zweiten Wache unter dem Kanonier William Peckover an, die um Mitternacht auf den 28. April 1789 ihren Dienst an Deck aufnahm. Auf seinem Posten löste er den Fähnrich Peter Heywood von der ersten Wache ab. Um vier Uhr morgens nahm die dritte von Christian geführte Wache ihren Dienst auf, in der Young seinen Posten an Fähnrich Thomas Hayward übergab. Zu Youngs Rolle in der kurz nach fünf Uhr beginnenden Meuterei liegen zwei widersprüchliche Aussagen vor. Laut Fähnrich Hayward sei Young als Anführer einer zweiten Gruppe bewaffneter Meuterer um John Millward, William Muspratt, John Williams, Richard Skinner und William Brown auf das Deck zurückgekehrt, unmittelbar nachdem die erste von Christian geführte Gruppe in die Offizierskabinen achtern hinabgestiegen war, um dort Bligh gefangen zusetzen. Folglich habe er sich nach seiner Wachablösung nicht in seiner eigenen Kabine befunden, sondern muss sich bei den Mannschaften unter dem Vorderdeck aufgehalten haben. Dagegen steht die Aussage des Bootsmanns William Cole, der, nachdem er in seiner Kabine von Matthew Quintal aus dem Schlaf gerissen wurde, die anderen Offiziere weckte, darunter den in seiner Steuerbordkoje schlafenden Young. Wie alle Offiziere mit Ausnahme von Cole und dem Zimmermann William Purcell wurde Young zunächst in seiner Kabine festgehalten, weshalb er von den meisten Zeugen auch nicht unter den Bewaffneten an Deck genannt wurde. So auch nicht vom Steuermann Fryer, der kurzzeitig an Deck geholt wurde. Auch von Bligh wurde Young nicht ausdrücklich zu den Bewaffneten gezählt. Lediglich Cole, Purcell und der Fähnrich John Hallett wollen ihn erst spät eine Muskete in den Händen haltend an Deck gesehen haben, als die Barkasse der Bounty bereits abgelegt hatte. Während Charles Norman, Joseph Coleman, Thomas McIntosh und Michael Byrne von Deck herab ihre Bitte zur Dokumentation ihrer Loyalität gegenüber Bligh bekundet hatten, hatte Young dies unterlassen. Von Bligh wurde er deshalb in der Liste der Meuterer vermerkt: Edward Young, Fähnrich, 22 Jahre alt, etwa 5 Fuß und 8 Zoll hoch, dunkler Teint, mit einem eher schlechten Aussehen. Kurze braune Haare, kräftig gebaut. Hat mehrere seiner Vorderzähne verloren und jene die erhalten blieben sind verfault. Ein kleines Muttermahl an der linken Seite seiner Kehle und an seinem rechten Arm die Tätowierung eines Herzens mit einem Pfeil hindurch, signiert mit E.Y. und darunter die Jahreszahl 1788 oder 1789.
Offenbar hatte sich Young erst zum Ende der Schiffsübernahme mit den Meuterern solidarisiert. Da er selbst nie eine Aussage tätigen konnte, bleibt seine Motivation unklar. Neben Christian ist er der einzige im Offiziersrang, dessen Beteiligung an der Meuterei angenommen wird. Bligh schätzte ihn als kompetenten und kräftigen Seemann ein, der sich als wertloser Kerl („Worthless Wretch“) erwiesen habe.
Nach dem gescheiterten Siedlungsversuch der Meuterer auf Tubuai ist Young am Tag der Rückkehr nach Tahiti am 22. September 1789 als einer von neun Meuterern auf der Bounty verblieben, die am Abend desselben Tages die sechzehn anderen Seemänner zurücklassend wieder in See ging. Nach einer viermonatigen Fahrt erreichte das Schiff im späten Januar 1790 die Insel Pitcairn, wo die neun Meuterer mit ihren tahitianischen Begleitern von Bord gingen.

### Auf Pitcairn
Nach Pitcairn wurde Young von seiner tahitianischen Gefährtin Teraura (alias „Susannah“) begleitet, mit der er keine Kinder hatte. Bei der Erhebung der vier verbliebenen tahitianischen Männer am 20. September 1793 wurde sein Leben durch die Frauen gerettet, die sich schützend vor ihn gestellt hatten. Als Gefangener wurde er in das Haus des getöteten Christian gebracht, wohin am Abend des Tages auch der verwundet gefangengenommene Smith (John Adams) gebracht wurde. Als sich nach wenigen Tagen die vier Tahitianer zerstritten haben und zwei von ihnen getötet wurden, hofften Young und Smith auf eine Rückkehr der in die Berge geflohenen Quintal und McCoy, um die verbliebenen zwei Tahitianer zu töten. Doch die verweigerten eine Rückkehr, weshalb Young und Smith zusammen mit den nach Rache sinnenden Frauen denselben Plan vereinbarten. Mit einer Axt tötete Teraura ihren schlafenden Bewacher, worauf Young mit dessen Muskete den letzten vor dem Haus Wache haltenden Tahitianer erschoss.
Nach dem Töten scheint Young, der in der alten Schiffshierarchie seinen verbliebenen drei Kameraden vorgesetzt war, eine neue Führungsrolle auf der Insel eingenommen zu haben. Er begann die Abfassung eines persönlichen Journals, indem er die wichtigsten Vorkommnisse seit der Anlandung auf Pitcairn notierte. Den Namen der Insel scheint er nicht gekannt zu haben, da er in seinem Journal nicht erwähnt wird. Es wurde von späteren Besuchern eingesehen und 1825 von Frederick William Beechey in seinen Reisebericht transkribiert.
Die folgenden Jahre waren vor allem Young und Smith/Adams im Erhalt eines friedfertigen Zusammenlebens auf der Insel engagiert. Die Ruhe wurde allerdings durch McCoy und Quintal gestört, die nach der erfolgreichen Destillation von Taro-Schnaps dem Alkoholismus verfallen waren. Nachdem sich McCoy in den Tod gestürzt hatte, wurde das Auftreten von Quintal unberechenbar. Als dieser mit der Ermordung seiner zwei verbliebenen Kameraden und den Kindern von Christian gedroht hatte, vereinbarten Young und Smith/Adams einen Akt der Prävention, indem Letzterer dem schlafenden Quintal den Schädel einschlug.
Seit dem Tod von Christian war Young die letzte auf der Insel verbliebene Person, die Lesen und Schreiben konnte. Anhand der Schiffsbibel der Bounty unterrichtete er Smith/Adams in diesen Übungen. Ziel war die Einführung einer christlichen Sozialethik auf Pitcairn, die vor allem der nachwachsenden ersten Generation der Nachkommen der Meuterer vermittelt werden sollte. Bereits Young hatte das tägliche Morgen- und Abendgebet und den regelmäßigen Sonntagsgottesdienst einschließlich des Sabbats eingeführt, an dem alle Arbeiten für die religiöse Unterweisung und Bildung zu ruhen hatte. Die Liturgie folgte jener der Kirche von England. Die Unterrichtung von Smith/Adams scheint in vorausschauender Absicht erfolgt zu sein. 1798 hatte Young einen letzten Eintrag in seinem Journal getätigt vermutlich, weil er danach erkrankt schreibunfähig geworden ist. Er starb an einem Weihnachtsfeiertag 1800, nach der Beobachtung von Teehuteatuaenoa an einer Krankheit in der Brust, die später als Asthma gedeutet wurde.
Youngs Nachkommenschaft setzt sich bis in die Gegenwart auf Pitcairn, Norfolk Island und in Australien und Neuseeland fort, die über fünf seiner sieben Kinder erfolgte. Nach 1793 hatte er ein polygames Verhältnis zu Mauatua (alias „Isabella“) und Toofaiti geführt, die wohl zeitgleich die Mütter seiner Kinder wurden.
1. Edward Young jr. (* ~1794–99 auf Pitcairn, † 6. November 1831 auf Pitcairn); ⚭ mit Polly Christian (* 1813 auf Pitcairn, † 16. Mai 1831 auf Tahiti).
2. Dorothea „Dolly“ Young (* 1794–99 auf Pitcairn, † 23. April 1863 auf Norfolk); ⚭ mit John Buffett (* 16. Juli 1797 in Bristol, † 5. Mai 1891 auf Norfolk).
3. Polly Young (* ~1794–99 auf Pitcairn, † 17. Dezember 1843 auf Pitcairn); ⚭ mit George Adams (* 1804 auf Pitcairn, † 29. Oktober 1873 auf Norfolk).
4. Robert Young (* ~1794–99 auf Pitcairn, † 18. August 1831 auf Pitcairn).
5. George Young (* ~1794–99 auf Pitcairn, † 4. Mai 1831 auf Tahiti); ⚭ mit Hannah Adams (* 1800 auf Pitcairn, † 27. August 1864 auf Pitcairn).
6. William Young (* ~1794–99 auf Pitcairn, † 6. Februar 1839 auf Pitcairn); ⚭ mit Elizabeth Mills (* ~1791–92 auf Pitcairn, † 6. November 1883 auf Pitcairn).
7. James Young (* 1798 auf Pitcairn, † 1805 auf Pitcairn).

## Fiktionale Darstellung
- Meuterei auf der Bounty (1962), dargestellt von Tim Seely
- Die Bounty (1984), dargestellt von Philip Davis

## Überlieferungen

### Erzählungen
- Teehuteatuaenoa („Jenny’s Account I“) nach einem anonymen Autor – Sydney Gazette and New South Wales Advertiser, 17. Juli 1819.
- Teehuteatuaenoa („Jenny’s Account II“) nach Henry Nott – Bengal Hurkaru, 2. Oktober 1826 & United Service Journal and Naval and Military Magazine (1829), Part II, S. 589–593.

### Erlebnisberichte
- Beechey, Frederick W., Narrative of a Voyage to the Pacific and Beering’s Strait. London 1831.
- Bligh, William, A voyage to the South sea, undertaken by command of His Majesty, for the purpose of conveying the bread-fruit tree to the West Indies, in His Majesty’s ship the Bounty, commanded by Lieutenant William Bligh. London 1792.
- Buffett, John, A Narrative of 20 years’ Residence on Pitcairn’s Island. In: The Friend, Vol. IV (1846), S. 2–3, 20–21, 27–28, 34–35, 50–51, 66–68.
- Morrison, James, Mutiny and Aftermath: James Morrison’s Account of the Mutiny on the Bounty and the Island of Tahiti. Hrsg. von Vanessa Smith, Nicholas Thomas. University of Hawaiʻi Press 2013.

## Ankmerkung
1. ↑  Im Briefbuch der Mary Haywood, Schwester von Peter Heywood, wird in einer Korrespondenz (No. 3) des William Spencer-Stanhope mit Kapitän Shuttleworth vom 13. April 1790 die nahe Verwandtschaft eines Gefährten von Fletcher Christian mit einem hohen Amtsträger erwähnt. Mary Heywood merkte wohl in Verwechslung mit dem Marineoffizier an, dass der damals amtierende Secretary at War Sir George Yonge, 5th Baronet (1731–1812), der Onkel von Edward Young gewesen sei. Mary Heywood – Letterbook, Page 47.